# Cerylon reticulatum
Cerylon reticulatum là một loài bọ cánh cứng trong họ Cerylonidae. Loài này được Roubal miêu tả khoa học năm 1925.